# Yutyrannus
Yutyrannus é um gênero de dinossauro tiranossauróide proceratossaurídeo do Cretáceo Inferior da China. A sua espécie-tipo é denominada Yutyrannus  huali. A espécie foi descrita com base em três espécimes quase completos, dois adultos e um juvenil, recuperados da formação Yixian na província de Liaoning.
Yutyrannus foi um grande predador bípede. O holótipo tinha cerca de 9 metros e um peso estimado em 1 400 kg. O crânio do holótipo tinha cerca de 90 centímetros e pesava cerca de 600 gramas, o do parátipo media 63 centímetros e pesava cerca de 500 gramas.
Este gênero foi especialmente importante para a paleontologia porque foram encontrados indícios de penas fossilizadas o que pode sugerir que outros tiranossauróides poderiam possuir plumagem na fase adulta. Desde de 2004, a descoberta do gênero Dilong levantou a possibilidade de que tiranossauróides possuíam uma plumagem rala, no 1° estágio, em pelo menos alguma fase do desenvolvimento. As novas descobertas sobre o Yutyrannus levam a crer que a plumagem talvez cobria os membros dessa família ao longo de toda a vida assim como a dos raptores.
Os dados obtidos do fóssil não são conclusivos sobre em que estágio do desenvolvimento estava a plumagem, sendo impossível definir se se tratavam de um filamento único ou se possuía ramificações. A plumagem do 1° estágio, existente no Dilong, era filamentosa,similar aquela existente em pintinhos (Gallus gallus), lembrando mais um pelo que propriamente uma pena. Nos Yutyrannus, essa plumagem podia chegar a 20 centímetros de comprimento, dando ao animal um aspecto similar a de um mamífero.

## Descoberta

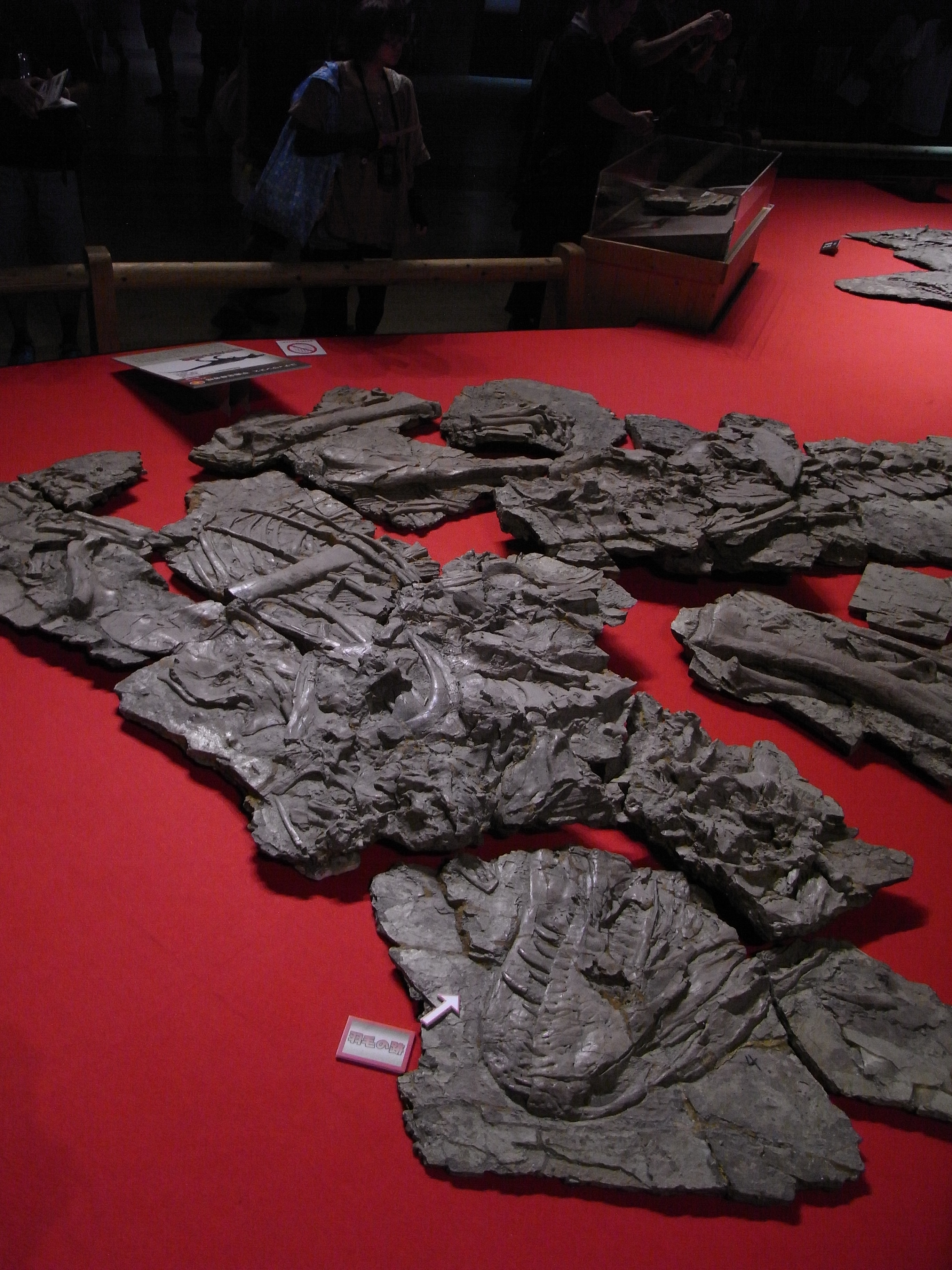
Esqueleto em exposição

Yutyrannus huali foi nomeado e descrito cientificamente em 2012 por Xu Xing et al. O nome é derivado do chinês mandarim yǔ (羽, "pena") e tyrannos do grego latinizado (τύραννος, "tirano"), uma referência à sua classificação como um membro emplumado da superfamília Tyrannosauroidea. O nome específico consiste no mandarim huáli (华丽 simplificado, 華麗 tradicional, "bonito"), em referência à beleza percebida de sua possível plumagem.
Yutyrannus é conhecido a partir de três espécimes fósseis quase completos (um adulto, um adolescente e um juvenil) adquiridos de um comerciante de fósseis que alegou que todos os três tinham sua proveniência em uma única pedreira em Batu Yingzi, na província de Liaoning, na China. Eles foram, portanto, provavelmente encontrados em uma camada da Formação Yixian, datando do Aptiano, com aproximadamente 125 milhões de anos. Os espécimes foram cortados em pedaços do tamanho de tapetes de banho, que podiam ser carregados por duas pessoas.
O holótipo, ZCDM V5000, é o maior espécime, consistindo de um esqueleto quase completo com crânio, comprimido em uma laje, de um indivíduo adulto. Os parátipos são os outros dois espécimes: ZCDM V5001 consistindo de um esqueleto de um indivíduo menor e parte da mesma placa do holótipo; e ELDM V1001, um juvenil estimado em oito anos mais jovem que o holótipo. Os fósseis fazem parte das coleções do Museu dos Dinossauros Zhucheng e do Museu dos Dinossauros Erlianhaote, mas foram preparados pelo Instituto de Paleontologia de Vertebrados e Paleoantropologia, sob a orientação de Xu.

## Descrição

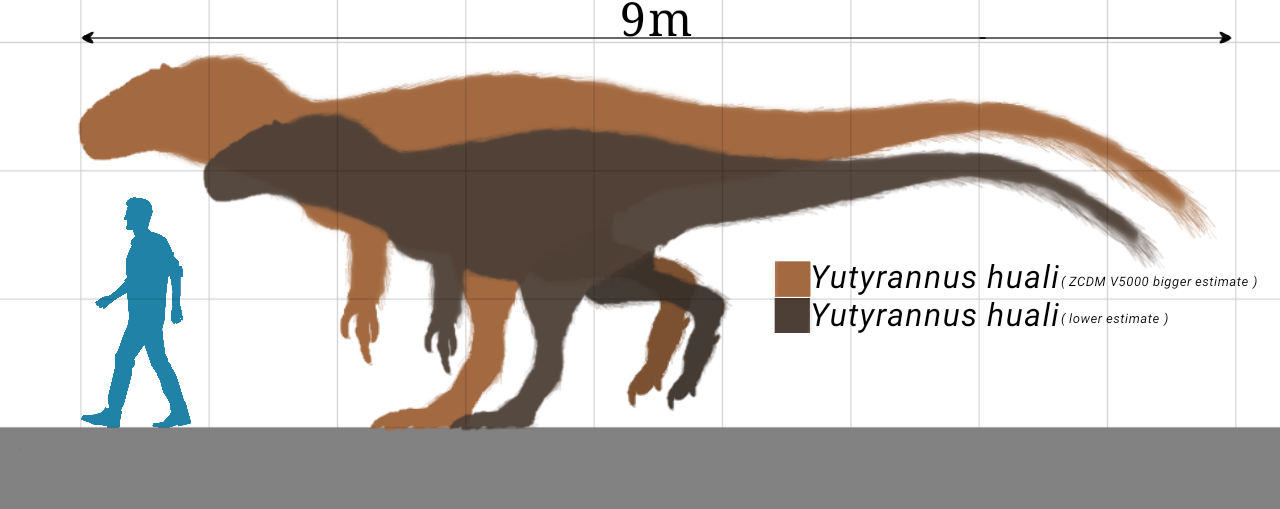
Tamanho das estimativas de Yutyrannus huali comparado com um humano.

Yutyrannus era um grande predador bípede. O holótipo e o espécime mais antigo conhecido tem um comprimento estimado de 9 metros e um peso estimado de cerca de 1 414 kg.  Em 2016, Gregory S. Paul deu estimativas mais baixas de 7,5 metros e 1,1 toneladas. Seu crânio tem um comprimento estimado de 905 milímetros. Os crânios dos parátipos têm 80 centímetros e 63 centímetros de comprimento e seus pesos foram estimados em 596 kg e 493 kg, respectivamente.
Os descritores estabeleceram alguns traços diagnósticos de Yutyrannus, nos quais difere de seus parentes diretos. O focinho apresenta uma crista alta na linha média, formada pelos nasais e pré-maxilas e que é coberta por grandes recessos pneumáticos. O osso pós-orbital tem um pequeno processo secundário, projetando-se no canto posterior superior da cavidade ocular. O lado externo do corpo principal do pós-orbital é oco. No maxilar inferior, a fenestra mandibular externa, a principal abertura no lado externo, está localizada principalmente no surangular.
De acordo com um estudo de 2018, Yutyrannus tinha uma estrutura hióide simples, indicando que tinha uma língua plana, como um crocodilo. Com base em comparações do osso hióide entre arcossauros vivos e extintos, foi determinado que todos os arcossauros teriam línguas fixas, com exceção de pássaros, pterossauros e certos ornitísquios.

### Penas

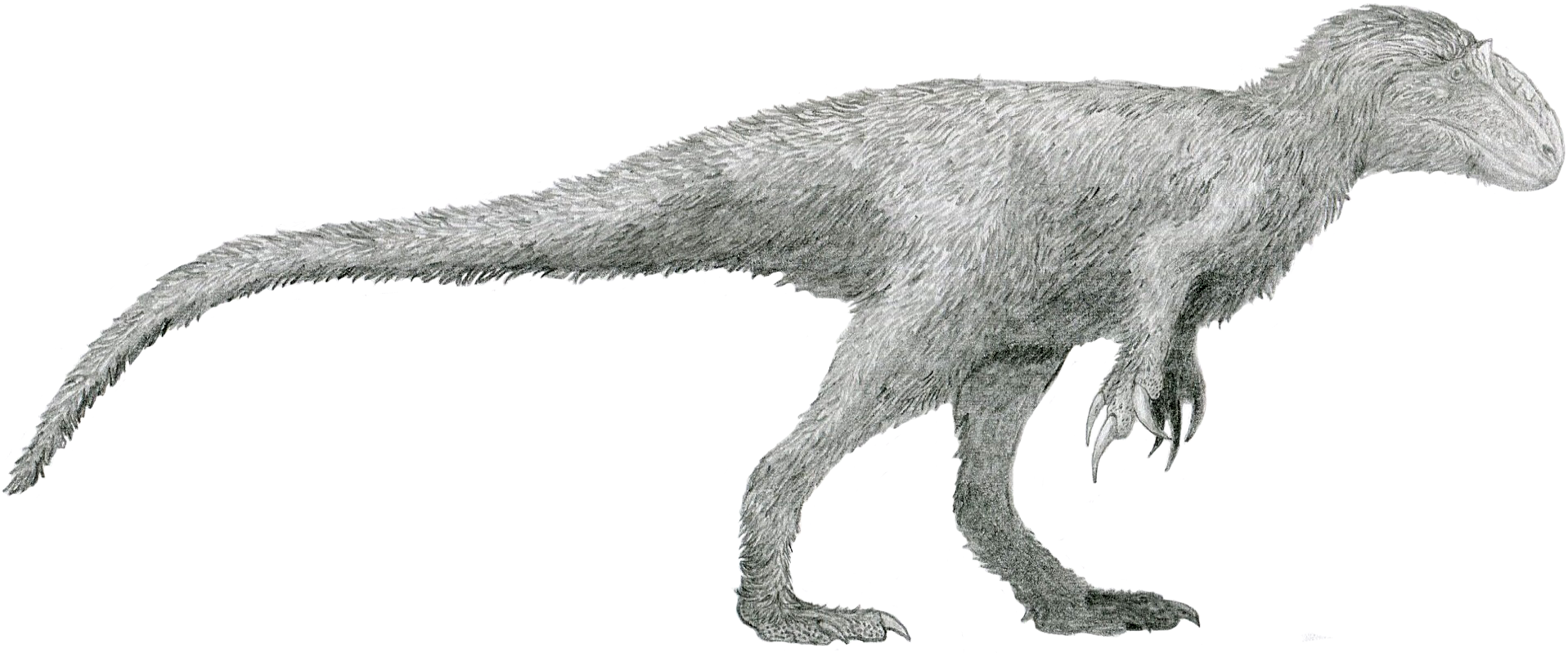
Restauração hipotética do animal baseada no espécime ELDM V1001

Os espécimes descritos de Yutyrannus contêm evidências diretas de penas na forma de impressões fósseis. As penas eram longas, até 20 centímetros, e filamentosas. Como a qualidade da preservação foi baixa, não foi possível estabelecer se os filamentos eram simples ou compostos, largos ou estreitos. As penas cobriam várias partes do corpo. Com o holótipo, percebeu-se que estas estavam presentes na pélvis e perto do pé. O espécime ZCDM V5000 tinha penas na cauda apontando para trás sob um ângulo de 30 graus com o eixo da cauda. O menor espécime mostrou filamentos de 20 centímetros de comprimento no pescoço e penas de 16 centímetros de comprimento (6,3 polegadas) na parte superior do braço. Embora seja conhecido desde 2004, pela descrição de Dilong, que pelo menos alguns tiranossauróides possuíam penas filamentosas "estágio 1", de acordo com a tipologia de penas de Richard Prum, Y. huali é atualmente a maior espécie conhecida de dinossauro com evidência direta de penas, quarenta vezes mais pesado que o recordista anterior, Beipiaosaurus.

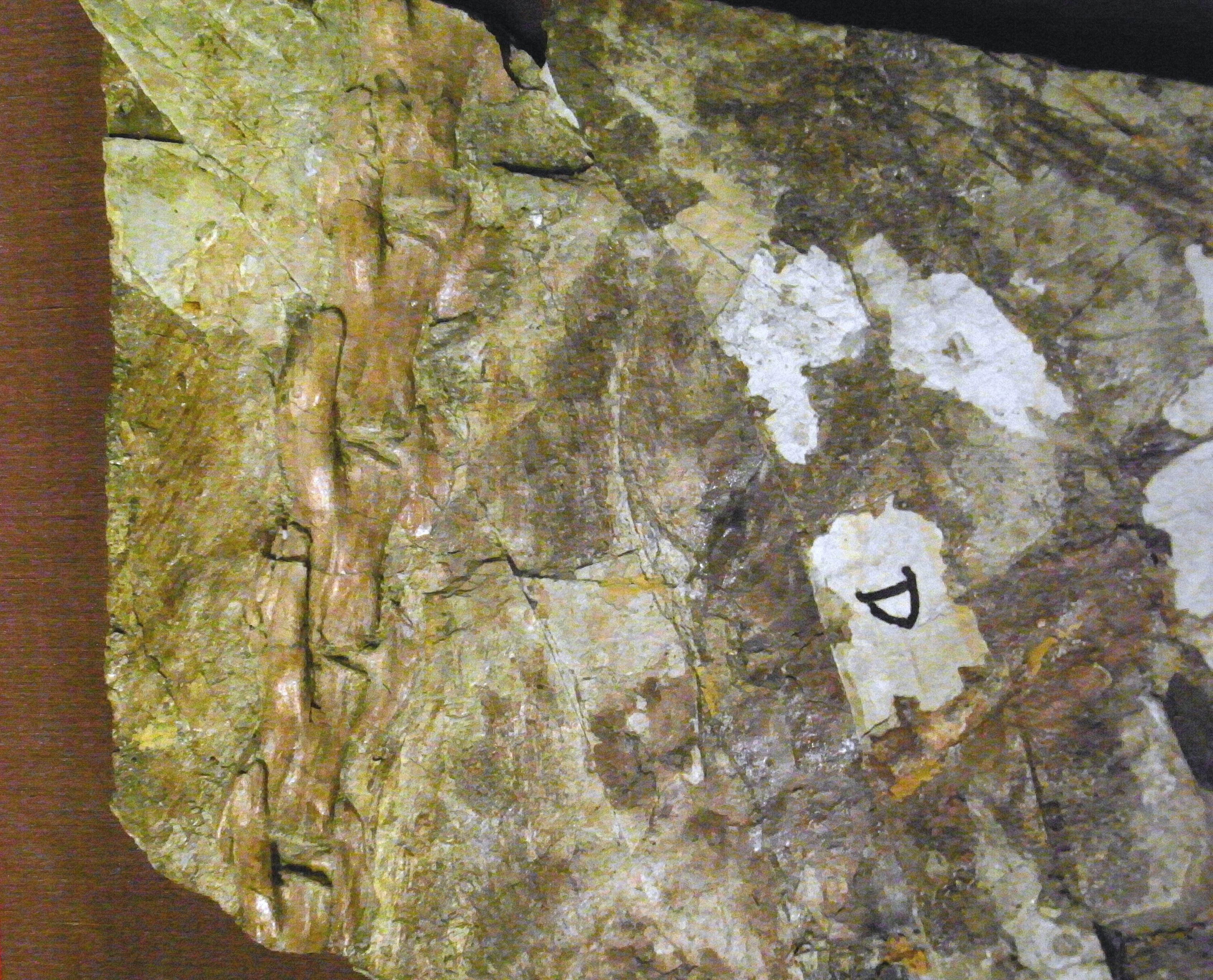
Fragmento de cauda com traços de penas

Com base na distribuição das penas, elas podem ter coberto todo o corpo e servido na regulação da temperatura, dado o clima bastante frio do Yixian com uma temperatura média anual de 10 ° C (50 ° F). Alternativamente, se estivessem restritos às regiões em que foram encontrados, podem ter servido como estruturas de exibição. Além disso, os dois espécimes adultos tinham cristas "onduladas" distintas em seus focinhos, em ambos os lados de uma crista central alta, que provavelmente foram usadas para exibição. A presença de penas em um grande tiranossaurídeo basal sugere a possibilidade de que tiranossaurídeos posteriores também fossem emplumados, mesmo quando adultos, apesar de seu tamanho. No entanto, impressões escamosas da pele foram relatadas de vários tiranossaurídeos do Cretáceo Superior (como Gorgosaurus, Tarbosaurus e Tyrannosaurus) em partes do corpo onde Yutyrannus foi emplumado. Como não há evidências positivas de plumagem em tiranossaurídeos, alguns pesquisadores sugeriram que eles podem ter desenvolvido escamas secundariamente.  Se a pele escamosa era o traço epidérmico dominante dos gêneros posteriores, então a extensão e a natureza da cobertura tegumentar podem ter mudado ao longo do tempo em resposta ao tamanho do corpo, clima mais quente ou outros fatores.

## Classificação
Até o momento, todas as análises filogenéticas das relações de Yutyrannus o classificaram no grupo Tyrannosauroidea. Uma análise inicial de sua relação com outros tiranossauróides mostrou que era mais primitivo do que Eotyrannus na árvore evolutiva, mas mais avançado do que tiranossauroides como Dilong, Guanlong e Sinotyrannus. Traços primitivos em relação aos tiranossauros avançados incluíam membros dianteiros longos com três dedos e um pé curto que não era especializado para corrida. As características avançadas incluíam um crânio grande e profundo, o lado externo da pré-maxila tendo girado para cima, um grande corno cuneiforme no lacrimal na frente da cavidade ocular, um processo pós-orbital na borda posterior da cavidade ocular, o esquamosal e o quadradojugal formando um grande processo na margem posterior da fenestra infratemporal, vértebras dorsais curtas, um ílio com uma margem superior reta e um lobo anexo, um grande pé púbico e um ísquio delgado.

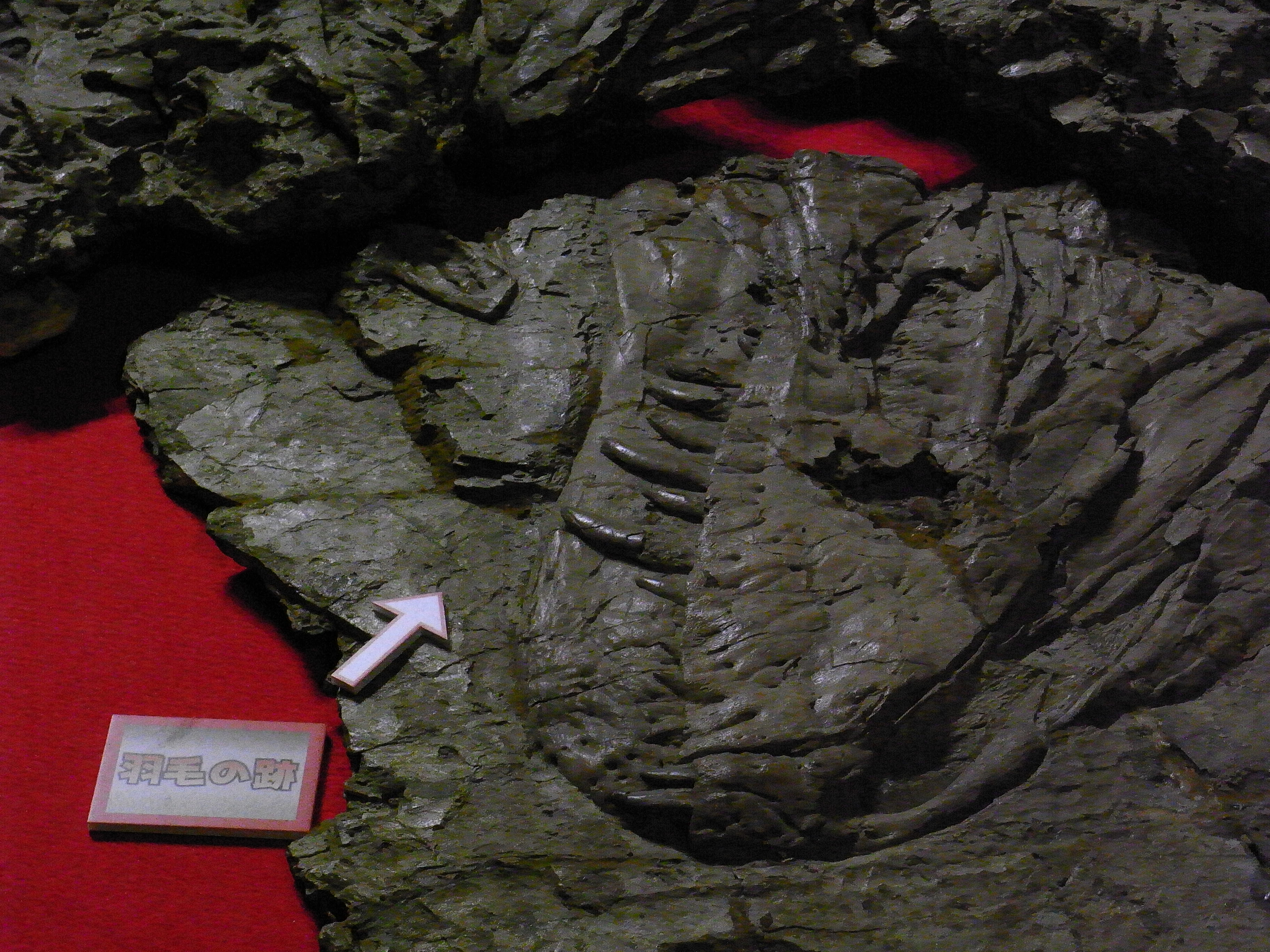
Foco no focinho

O cladograma a seguir é resultado de uma análise filogenética conduzida por Thomas Carr e Stephen Brusatte em 2016 que reexaminou as relações evolutivas dos Tyrannosauroidea. Sua análise considerou que o Yutyrannus é mais basal que Dilong, colocando-o dentro da família Proceratosauridae.
|  | Kileskus                                                    |
|  |                                                             |
|  | \| \| Yutyrannus \| \| \| \| \| \| Sinotyrannus \| \| \| \| |
|  |                                                             |
|  | Yutyrannus                                                  |
|  |                                                             |
|  | Sinotyrannus                                                |
|  |                                                             |

|  | Yutyrannus   |
|  |              |
|  | Sinotyrannus |
|  |              |

|  | Kileskus                                                    |
|  |                                                             |
|  | \| \| Yutyrannus \| \| \| \| \| \| Sinotyrannus \| \| \| \| |
|  |                                                             |
|  | Yutyrannus                                                  |
|  |                                                             |
|  | Sinotyrannus                                                |
|  |                                                             |

|  | Yutyrannus   |
|  |              |
|  | Sinotyrannus |
|  |              |

|  | Kileskus                                                    |
|  |                                                             |
|  | \| \| Yutyrannus \| \| \| \| \| \| Sinotyrannus \| \| \| \| |
|  |                                                             |
|  | Yutyrannus                                                  |
|  |                                                             |
|  | Sinotyrannus                                                |
|  |                                                             |

|  | Yutyrannus   |
|  |              |
|  | Sinotyrannus |
|  |              |

|  | Kileskus                                                    |
|  |                                                             |
|  | \| \| Yutyrannus \| \| \| \| \| \| Sinotyrannus \| \| \| \| |
|  |                                                             |
|  | Yutyrannus                                                  |
|  |                                                             |
|  | Sinotyrannus                                                |
|  |                                                             |

|  | Yutyrannus   |
|  |              |
|  | Sinotyrannus |
|  |              |

## Paleoecologia

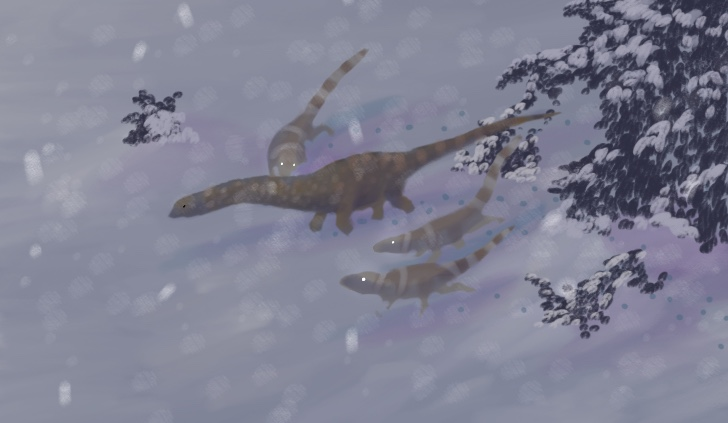
Imagem mostrando uma matilha de Yutyrannus caçando um Dongbeititan

Como os três indivíduos conhecidos de Yutyrannus foram supostamente encontrados juntos, alguns paleontólogos, incluindo Xu Xing, interpretaram o animal como um caçador de matilha. Com base na presença de material de saurópodes na pedreira em que os três espécimes foram encontrados, Xu especulou ainda que Yutyrannus pode ter caçado saurópodes e que os três indivíduos conhecidos podem ter morrido ao fazê-lo. Além disso, outros terópodes caçadores de saurópodes, como o Mapusaurus, são conhecidos por exibirem comportamento de caça em bando. A verdadeira causa de sua morte, no entanto, permanece desconhecida. Se Yutyrannus predava saurópodes, teria sido um dos dois animais predadores conhecidos da Formação Yixian capazes de fazê-lo, sendo o outro um grande terópode ainda não descrito conhecido por um dente embutido na costela de um Dongbeititan.
Como a localidade de Yutyrannus é incerta, não se sabe com que fauna coexistiu. As estimativas de idade apontam para Yutyrannus originário dos leitos Lujiatun ou Jianshangou do Yixian, o que significa que teria sido contemporâneo de dinossauros como Psitacossauro, Dongbeititan, Sinosauropteryx e Caudipteryx. Peixes como Lycoptera também teriam sido predominantes. Erupções vulcânicas e incêndios florestais parecem ter sido comuns no Yixian, e o ambiente estaria repleto de corpos de água e plantas coníferas. O ambiente teria sido comparável às florestas temperadas modernas da Colúmbia Britânica, e teria experimentado mudanças sazonais significativas na temperatura.